# Doc (informatique)
Pour les articles homonymes, voir doc.
Vous pouvez aider à l'améliorer ou bien discuter des problèmes sur sa page de discussion.
- Il ne cite pas suffisamment ses sources. Vous pouvez indiquer les passages à sourcer avec {{référence nécessaire}} ou {{Référence souhaitée}}, et inclure les références utiles en les liant aux notes de bas de page. (Marqué depuis novembre 2020)
- Il n’est pas rédigé dans un style encyclopédique. (Marqué depuis novembre 2020)

- Archive Wikiwix
- Bing
- Cairn
- DuckDuckGo
- E. Universalis
- Gallica
- Google
- G. Books
- G. News
- G. Scholar
- Persée
- Qwant
- (zh) Baidu
- (ru) Yandex
- (wd) trouver des œuvres sur Wikidata

En informatique, .doc (abréviation de document) est une extension de nom de fichier, traditionnellement utilisée pour la documentation en format texte propriétaire, sur un large éventail de systèmes d'exploitation[réf. nécessaire].
Dans les années 1980, WordPerfect a utilisé l'extension DOC en tant que format propriétaire. Puis, dans les années 1990, Microsoft a également utilisé l'extension DOC pour les fichiers de leur logiciel de traitement de texte Microsoft Word. En conséquence, l'usage majoritaire depuis lors est de comprendre document texte Microsoft[pas clair].
Sur Palm OS, DOC est un raccourci pour PalmDoc, un format de fichier totalement différent utilisé pour des fichiers de texte tels que des livres numériques.

## Caractéristiques
Le format de fichier est un standard[réf. nécessaire] et change au fil du temps avec la version de Microsoft Word. N'étant pas une norme le format reste peu documenté malgré les demandes de divers organismes à des fins d'interopérabilité dont l'union européenne. On peut dire que ces formats contiennent les données suivantes :
- du texte ;
- de la mise en forme (ce n'est plus du plain text)[pas clair] ;
- des informations sur des états précédents du fichier, inaccessibles à l'utilisateur normal ;
- des scripts, et même des langages de programmation de type script.

Les fichiers DOC, qui ne constituent pas une norme industrielle, posent problème. Pour cette raison le format bureautique OpenDocument (ISO 26300) basé sur XML a été créé afin de garantir l'interopérabilité et la pérennité des documents bureautiques. Par la suite, pour tenter de contrer OpenDocument, Microsoft a créé son propre format, OpenXML, lui aussi basé sur XML.  Il est maintenant certain que .doc va être délaissé par les utilisateurs institutionnels[réf. nécessaire] et les grandes entreprises pour des raisons d'interopérabilité et de pérennité de l'information.
Les spécificités du format DOC ont été par la suite libérées[réf. nécessaire][pas clair], mais après l'abandon de son développement par Microsoft, ce dernier préférant se recentrer sur son nouveau format[pas clair]. 
Il est à noter qu'en 2007, le format avait été largement décortiqué par l'équipe de Sun travaillant sur OpenOffice.org et elle avait publié leurs propres spécifications.

### Défauts techniques
Certaines personnes qualifiées par Microsoft de Most valuable professionnals (MVP) font état d'une faiblesse importante du format de fichier doc pouvant mener à une corruption de fichiers (perte des données contenues) : toutes les mises en formes sont reliées au dernier saut de section du document (qui est la dernière marque de paragraphe)[réf. nécessaire]. Le nombre de propriétés à gérer par Word pour ce saut de section croît exponentiellement avec la taille du document, augmentant le risque d'erreur lorsque le fichier devient trop complexe,,,.
La rétrocompatibilité n'est pas assurée pour certaines versions de Microsoft Word et donc par ses formats.

### Alternatives
Le format propriétaire doc de Word (extension .doc) pose des problèmes aux utilisateurs en raison de sa non interopérabilité. Aussi des « formats ouverts » ont été créés :
- ODF - OASIS Open Document Format for Office Applications, norme ISO 26300, pour les documents bureautiques. (extension .odt pour le texte et .ods pour les tableurs);
- PDF - Adobe Portable Document Format, norme ISO 19005-1, pour les documents finalisés. (extension .pdf).